# Нижний Сухояш
Ни́жний Сухоя́ш (тат. Түбән Сукаеш) — деревня в Азнакаевском районе Республики Татарстан, в составе Сухояшского сельского поселения.

## Этимология
Топоним произошёл от татарского слова «түбән» (нижний) и гидронима «Сукаеш».

## География
Деревня находится на реке Сухояш, в 17 км к северу  от районного центра — города Азнакаево.

## История
В «Списке населенных мест по сведениям 1859 года», изданном в 1864 году, населённый пункт упомянут как казённая и башкирская деревня Нижний Сухояш 4-го стана Бугульминского уезда Самарской губернии. Располагалась при речке Ташкичу, по левую сторону почтового тракта из Бугульмы в Уфу, в 50 верстах от уездного города Бугульмы и в 45 верстах от становой квартиры в казённом селе Ефановка (Крым-Сарай, Орловка, Хуторское). В деревне в 48 дворах жили 299 человек (139 мужчин и 160 женщин). Была мечеть.

## Население
| 1859 | 1889 | 1910 | 1920 | 1926 | 1938 | 1949 |
| ---- | ---- | ---- | ---- | ---- | ---- | ---- |
| 299  | ↗425 | ↗518 | ↘444 | ↘260 | ↗350 | ↘234 |
| 1958 | 1970 | 1979 | 1989 | 2002 | 2010 | 2015 |
| ↘217 | ↘196 | ↘136 | ↘73  | ↗106 | ↘88  | ↗98  |
| 2021 |      |      |      |      |      |      |
| ↘74  |      |      |      |      |      |      |

| 1859 |
| ---- |
| 299  |

Национальный состав села: татары.